# Maria Enrichetta d'Asburgo-Lorena
Maria Enrichetta d'Asburgo-Lorena (Pest, 23 agosto 1836 – Spa, 19 settembre 1902) nata arciduchessa d'Austria, divenne regina dei Belgi come consorte di Leopoldo II del Belgio.
Come sovrana, Maria Enrichetta non ricopre, secondo la costituzione belga, alcun ruolo politico, ma sostiene il re nei suoi ambiziosi progetti matrimoniali riguardanti le loro figlie: Luisa Maria sposò Filippo di Sassonia-Coburgo-Kohary, ma la loro unione divenne presto deleteria; Stefania sposò Rodolfo d'Asburgo-Lorena, erede al trono imperiale che morì in strane circostanze a Mayerling; Clementina rimase nubile durante la vita dei suoi genitori, prima di sposare Napoleone Vittorio Bonaparte, pretendente bonapartista al trono di Francia. Pertanto, nessun discendente della regina Maria Enrichetta regnò né in Belgio né in Europa.
Regina e artista amante della musica che ha lasciato diversi acquerelli e dipinti ad olio, Maria Enrichetta svolge anche un discreto ruolo di mecenate a favore di pittori, scultori o cantanti di cui promosse le opere e le carriere. Appassionata di equitazione, si occupava personalmente dei suoi cavalli. A poco a poco, delusa del suo matrimonio e della sua famiglia, Maria Enrichetta abbandonò la corte di Bruxelles per venire nella cittadina termale di Spa, lasciando il ruolo di "first lady" alla figlia Clementina.

## Biografia

### Infanzia

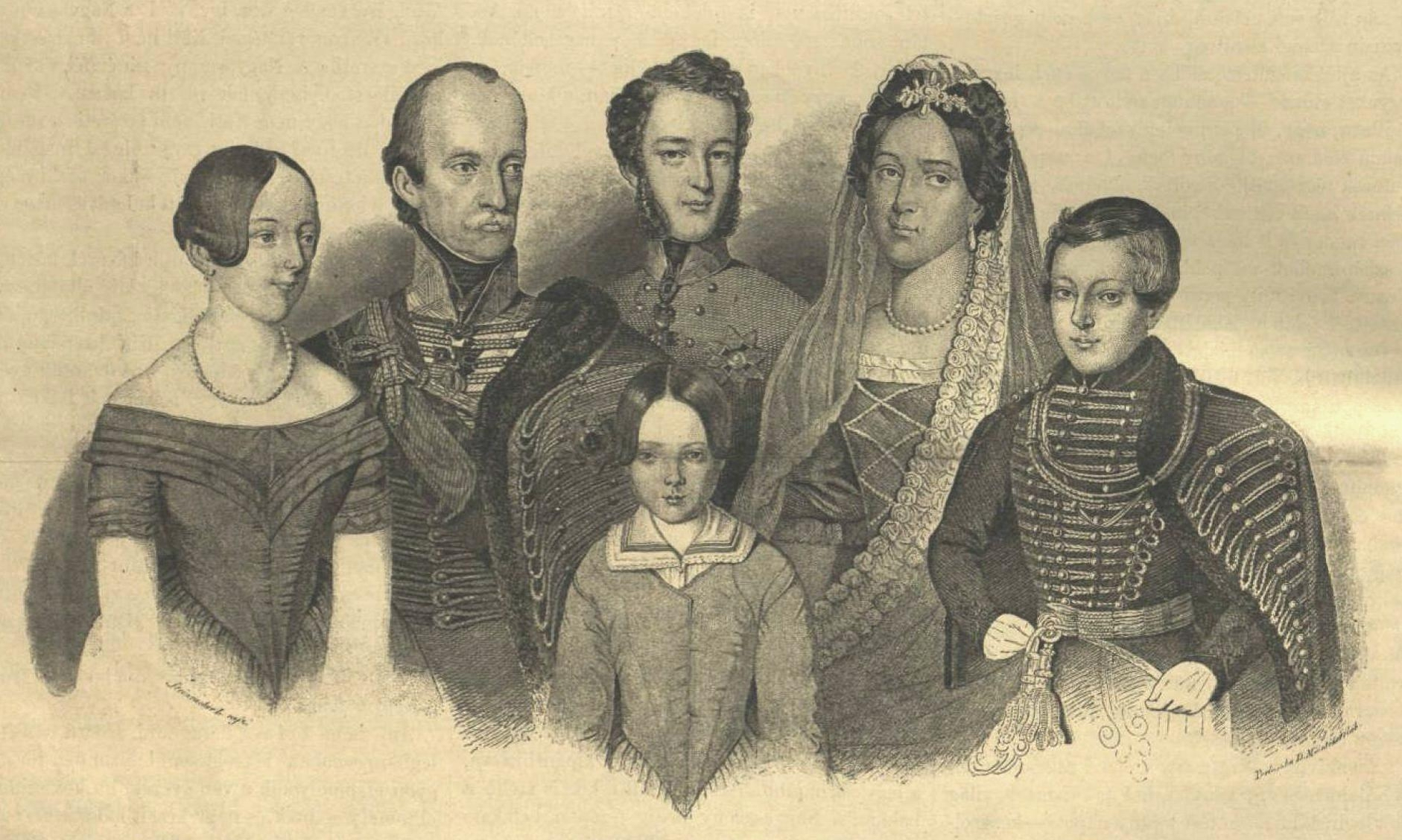
Maria Enrichetta in tenera età con il padre Giuseppe d'Austria, palatino d'Ungheria, la madre Maria Dorotea e con i fratelli Giuseppe Carlo Luigi, Stefano e Elisabetta Francesca

Maria Enrichetta era figlia dell'arciduca Giuseppe d'Austria, palatino d'Ungheria, e della sua terza moglie, la duchessa Maria Dorotea di Württemberg. I suoi nonni paterni erano l'imperatore Leopoldo II e l'imperatrice Maria Luisa di Borbone-Spagna; quelli materni erano il duca Ludovico Federico Alessandro di Württemberg e la duchessa Enrichetta di Nassau-Weilburg.

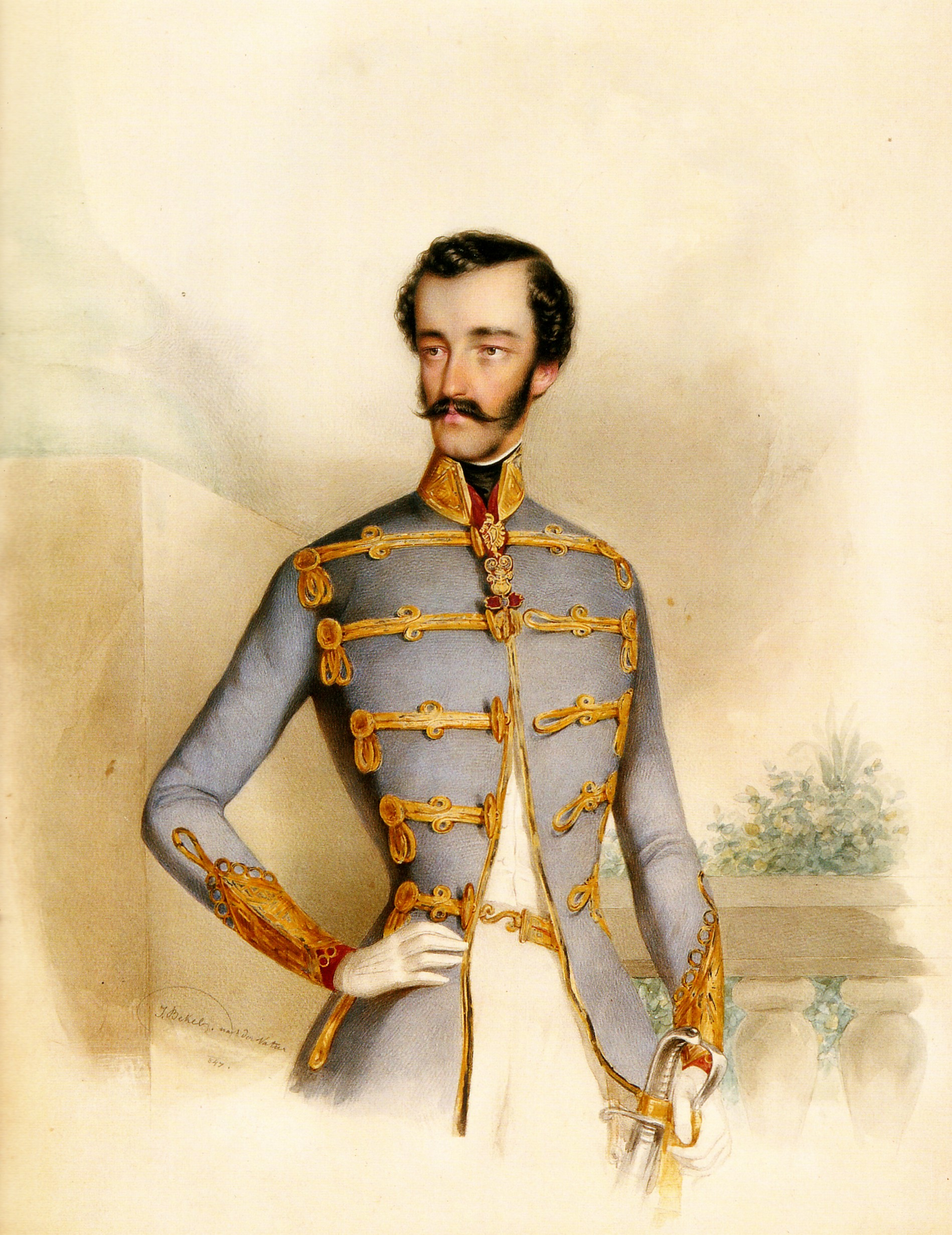
Stefano d'Asburgo-Lorena in una litografia del 1847

Tra i suoi numerosi fratelli, si ricorda in particolare l'arciduca Stefano che, dopo essere successo a suo padre come Conte palatino d'Ungheria nel 1847, sosterrà il desiderio d'indipendenza degli ungheresi durante la rivoluzione del 1848, e sarà quindi diseredato e esiliato dall'imperatore Francesco Giuseppe.
Cavaliera esperta, appassionata di cavalli al punto da provvedere lei stessa alle cure a dispetto delle convenienze del suo tempo e del suo ambiente, Maria Enrichetta crebbe liberamente nel palazzo di Budavár, residenza storica dei re di Ungheria, affacciata sul Danubio. Dopo la morte del padre, avvenuta nel 1847, Maria Enrichetta e la sua famiglia furono costretti a lasciare l'Ungheria per stabilirsi nel Palazzo Augarten di Vienna dove si esibirono Richard Wagner e Franz Liszt durante i numerosi balli che vi si tenevano. Di tanto in tanto sua madre e i suoi figli tornavano in Ungheria. Secondo chi le era vicino, Maria Enrichetta era "cresciuta più da ragazzo che da ragazza dalla madre".

### Matrimonio

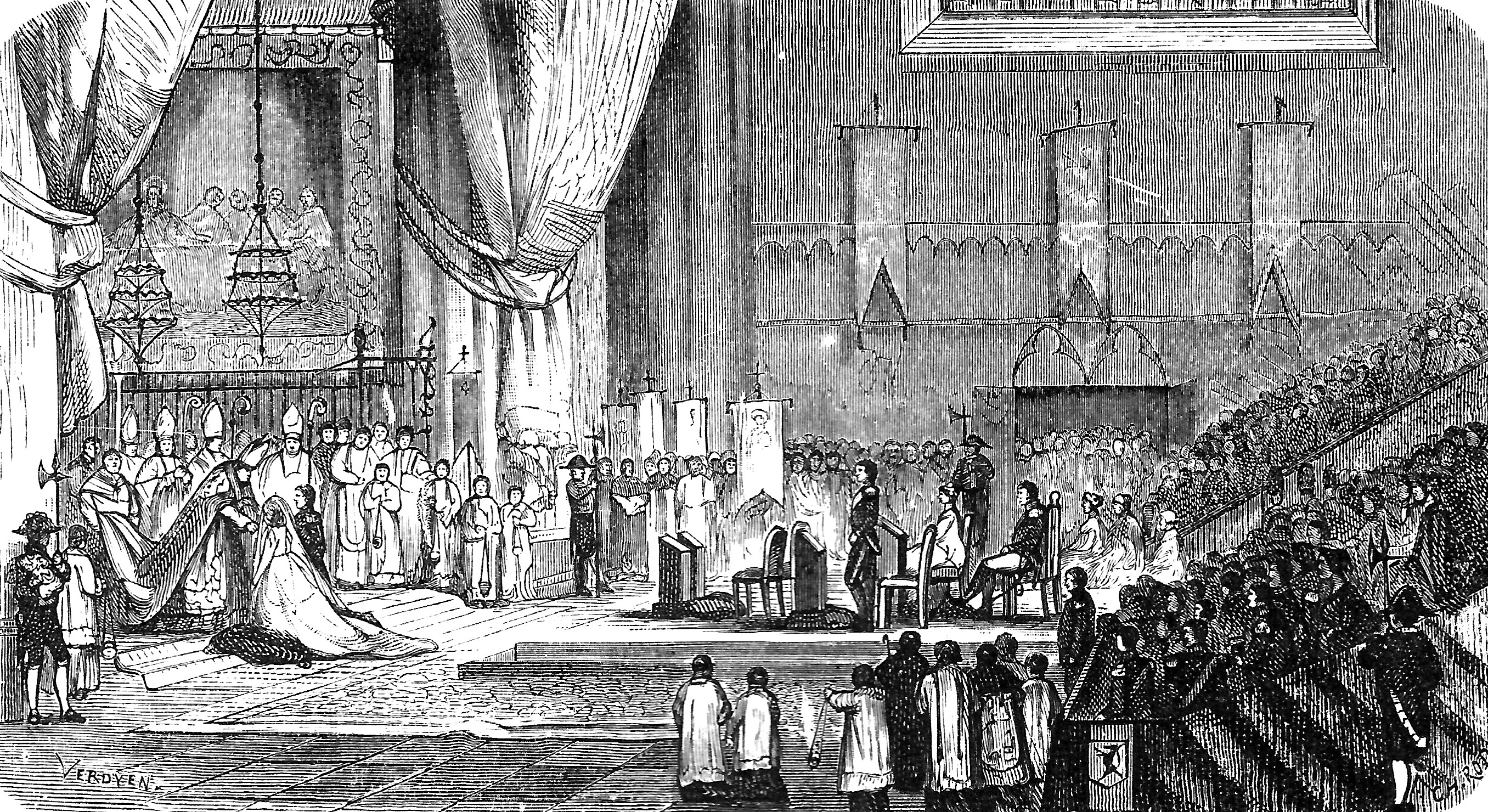
La cerimonia nuziale di Maria Enrichetta con Leopoldo di Brabante il 23 agosto 1853

A sedici anni la sua vita prende una nuova direzione: nel maggio 1853, durante un ballo dato all'Hofburg di Vienna, fu presentata a Leopoldo I del Belgio e a suo figlio Leopoldo, duca di Brabante, che aveva appena festeggiato il suo diciottesimo compleanno. Viene subito fissato un matrimonio tra i due giovani. Le proteste e le lacrime dell'arciduchessa non hanno influenzato la decisione delle corti belga e austriaca. Anche il fidanzato, che non è stato informato dello scopo del suo viaggio, non è entusiasta e scrive pragmaticamente: "È di statura media, un po' grassa e non molto carina senza essere brutta. Gli diamo molto spirito a Vienna, il matrimonio si svolgerà nell'agosto di quest'anno".
Dopo aver rinunciato ai suoi diritti dinastici alla corona imperiale, Maria Enrichetta riesce a superare la sua ansia, grazie all'incoraggiamento della madre, e lascia Vienna il 1 agosto 1853. Il contratto di matrimonio, redatto sotto forma di trattato internazionale in sedici articoli, è stato firmato a Vienna l'8 agosto 1853. Un primo matrimonio per procura, come previsto dal protocollo asburgico, viene concluso al Palazzo di Schönbrunn, il 10 agosto. La cerimonia di persona, dodici giorni dopo, a Bruxelles venne posticipata, a causa della scarlattina di cui soffriva Leopoldo. La giovane monarchia belga, nata da una rivoluzione che aveva posto sul trono un re luterano, auspicava per il suo secondo re una moglie di una dinastia prestigiosa e cattolica, che gli permettesse di entrare legittimamente nella ristretta cerchia delle teste coronate e di assicurarsi una dinastia e una continuità storica tra gli ex Paesi Bassi austriaci e il Belgio indipendente, perché imperatore del Sacro Romano Impero Leopoldo II, e nonno di Maria Enrichetta, fu il padrino del re Leopoldo I.
Dopo le rivoluzioni del 1848 che avevano scosso le monarchie europee, la casa d'Asburgo-Lorena fu designata per accrescere il prestigio di Leopoldo I, il cui suocero Luigi Filippo era stato cacciato dal trono di Francia a favore di un regime repubblicano. Allo stesso modo, quattro anni dopo, Carlotta, la sorella del principe ereditario, sposò l'arciduca Massimiliano, fratello dell'imperatore d'Austria. Il fine diplomatico del sovrano belga costituivano allo stesso tempo un onore, una salvaguardia e un rafforzamento per la dinastia belga. Leopoldo I aveva segretamente negoziato il matrimonio di suo figlio attraverso il suo amico personale, l'arciduca Giovanni, co-tutore di Maria Enrichetta. Questo matrimonio per motivi diplomatici fu accolto male in Francia da Napoleone III, che aveva una visione negativa del successo della famiglia reale belga. Questa alleanza è per Leopoldo I un magistrale colpo di stato politico. Dopo le cerimonie nuziali, la giovane coppia intraprende il giro delle città belghe prima di imbarcarsi a ottobre per un lungo soggiorno nel Regno Unito, dove incontrarono la regina Vittoria, che dopo averli osservati, scrisse a Leopoldo I: "Non credo che tu ti renda conto che, per la sua età, lei [Maria Enrichetta] ha una personalità eccezionale. Su tutte le materie l'ho trovata particolarmente intelligente e sana di mente e molto colta. Tutte queste doti gli danno una netta superiorità su Leo[Leopoldo] e purtroppo tra loro non c'è comunione di gusti e di idee […] In politica Leo[Leopoldo] si dimostra inesauribile. Ne parla molto bene, così come di questioni militari". La differenza di personalità tra i giovani sposi divenne evidente durante un soggiorno alle Tuileries nel 1855, come nota Priscilla Wellesley-Pole. Le persone intorno a loro si prendono gioco di questo "matrimonio tra uno sposo e una suora", la "suora" è il timido e riservato Leopoldo che ammette di essersi rassegnato alla scelta del padre.

#### Duchessa di Brabante
Nonostante i consigli dati dalla regina Vittoria, la coppia era mal assortita. Maria Enrichetta si dedicò all'equitazione, e si cimentò nell'allevamento di vari animali: una scimmia, ma soprattutto cani di razza grifone e schipperke di Bruxelles. Fedele alla sua passione equina, possedette una cinquantina di fattrici, pony e stalloni, alle quali dà nomi che evocano la loro origine: Démer, Meuse, Ourthe, Sambre, Danube, Sigurd o anche Trieste. Particolarmente affezionata all'addomesticamento delle cavalcature ribelli, tanto che a volte era vittima di cadute. La regina possedette anche pappagalli e pesci che sono oggetto delle sue più attente cure.
Coltivò anche i suoi talenti musicali (le piaceva suonare l'arpa e talvolta il pianoforte ) e il canto, mentre Leopoldo si dedicava a considerazioni più pragmatiche. Per curare la sua sciatica e la bronchite ricorrente, i medici del duca di Brabante gli consigliarono di recarsi nei paesi caldi. Il 15 novembre 1854 la coppia partì per un viaggio di 10 mesi che li portò a Vienna, Venezia e Trieste, dove si imbarcano per Corfù e Alessandria dopo una lunga sosta al Cairo. Maria Enrichetta visitò le piramidi a dorso di cammello e passeggiava per i souk, mentre Leopoldo annerisce taccuini relativi in particolare ai lavori effettuati sul Canale di Suez che lo affascinano.
La coppia ducale si recò quindi a Gerusalemme, dove rimane per una settimana prima di visitare Nazareth. A Beirut, Maria Enrichetta venne a sapere della morte inaspettata di sua madre. Da quel momento il viaggio perse d'interessa e ritornarono a Bruxelles.
Nell'ottobre 1855 i duchi di Brabante si recano alle Tuileries in occasione dell'Esposizione Universale tenutasi a Parigi. Napoleone III li accolse calorosamente, era tempo di un allentamento politico tra Belgio e Francia e Maria Enrichetta riuscì a integrarsi nell'entourage dell'imperatrice Eugenia. Nella primavera del 1856 l'arciduca Massimiliano, fratello minore dell'imperatore d'Austria, soggiornò alla corte belga per incontrare Carlotta, che sposò l'anno successivo.
Nel marzo 1860 Leopoldo intraprese un nuovo viaggio, senza Maria Enrichetta, che lo riconduce in Oriente. Durante questi viaggi, Maria Enrichetta ebbe difficoltà a educare i suoi figli, soprattutto le sue figlie che considerava ribelli, e si lamentava di essere sola con loro. Quando il duca di Brabante tornò sei mesi dopo a Bruxelles, trovò suo padre in cattive condizioni di salute.

### Regina dei Belgi

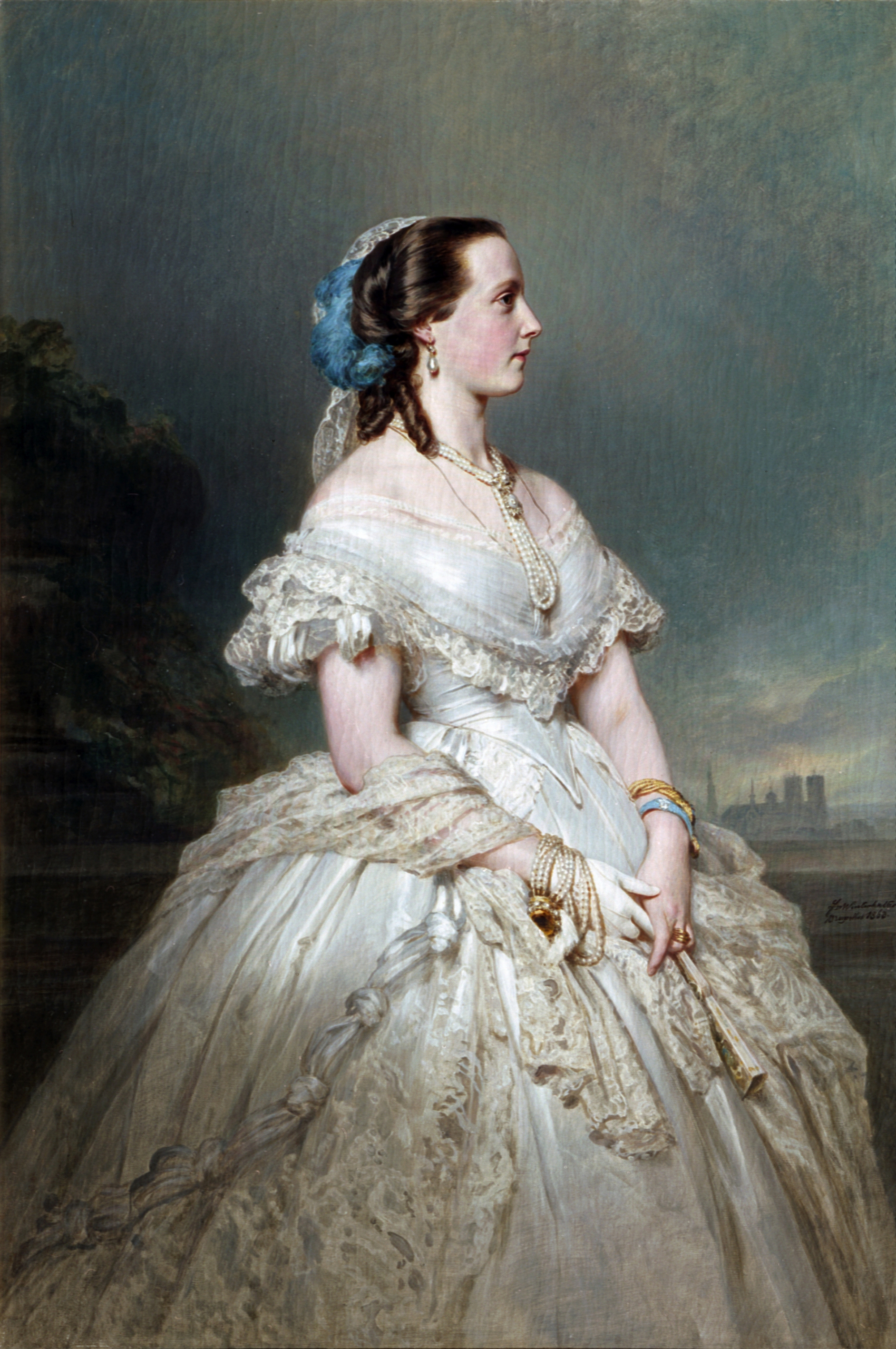
La regina Maria Enrichetta ritratta da Franz Xaver Winterhalter nel 1865, Collection Royale

Leopoldo I morì il 10 dicembre 1865. Il duca di Brabante, allora trentenne, salì al trono e regnò sotto il nome di Leopoldo II. Primo affronto per la giovane regina, durante il suo giuramento, fu quello di essere posta tra gli spettatori in prima fila alle cerimonie che essere al fianco del sovrano.
Durante i primi anni di regno c'era ancora una certa intimità tra i sovrani. Alla sera, il re faceva una breve pausa per consultare i documenti prima di andare a letto presto. Marito autoritario, restava comunque sempre cortese, ma distante nei confronti della regina. Quest'ultima si consola recandosi spesso all'opera e al Théâtre de la Monnaie, dove il palco reale venne ampliato da un salone in cui Maria Enrichetta si ritira in compagnia degli ospiti durante l'intervallo, creando un piccolo circolo intimo di amici. In seguito fece installare una linea telefonica per seguire le prove wagneriane dal suo boudoir a Laeken, cosa che le piaceva particolarmente.
L'8 agosto 1866, l'imperatrice Carlotta arrivò in Europa per perorare invano la causa del Messico, dove lei e Massimiliano regnano da appena due anni su un impero in via di disgregazione. Carlotta non poteva contare sull'appoggio di nessuno in Europa. Inviato dal re Leopoldo II, preoccupato per le notizie ricevute sullo stato mentale di Carlotta, il fratello Filippo, conte delle Fiandre, giunse a Roma il8 ottobre 1866. Due giorni dopo, portò la sorella a Miramare, dove è stata letteralmente messa sotto sorveglianza da agenti della sicurezza austriaca nel padiglione Gartenhaus. Massimiliano viene giustiziato a Santiago de Querétaro il 19 giugno 1867. La notizia venne nascosta a Carlotta. Nel luglio 1867, Leopoldo II inviò a Vienna Maria Enrichetta, accompagnata dal barone Adrien Goffinet, confidente del re, per implorare presso la corte austriaca la liberazione di Carlotta e riportarla in Belgio. Quando Maria Enrichetta arrivò a Miramare il 14 luglio, scopre Carlotta era in uno stato fisico e mentale drammatico. Scoprì che, per nove mesi, era stata effettivamente prigioniera della sicurezza austriaca. Maria Enrichetta e Goffinet riuscirono, dopo due settimane di trattative, a strappare Carlotta ai suoi tutori e a convincerla a tornare con loro in Belgio. Arrivata in Belgio, Carlotta risiedette fino all'8 ottobre 1867 vicino a Bruxelles, nel padiglione Tervueren, che risulta essere poco arredato e troppo freddo in caso di maltempo. Raggiunse quindi Leopoldo II e Maria Enrichetta al castello di Laeken, dove si trasferì negli ex appartamenti dei suoi fratelli. Maria Enrichetta vegliava con attenzione sulla cognata con la speranza che riacquisti la sua sanità mentale.
Ma un altro tragico evento si verifica quando il loro figlio Leopoldo muore a Laeken il 22 gennaio 1869, di polmonite, contratta pochi mesi prima, a seguito di una caduta in uno stagno nel parco del castello di Laeken. I mesi precedenti sono stati segnati da un'alternanza di paura e speranza per il destino del principe ereditario prima del fatale esito. Durante il funerale del figlio, il re, scosso da singhiozzi irrefrenabili, crolla per la prima volta nella sua vita in pubblico cadendo in ginocchio accanto alla bara. Per quanto riguarda la regina, la sua “sensibilità come la […] madre amorevole che era una volta, è stata improvvisamente smussata. ». La sua sollecitudine per Carlotta diminuisce, soprattutto quando sorgono nuovi disturbi mentali nell'ex imperatrice. Leopoldo II e Maria Enrichetta decidono di sottrarre Carlotta alla loro sfera privata. Nel maggio 1869, Carlotta lasciò quindi Laeken per tornare a Tervueren, dove rimase fino al 1879. La scomparsa del principe ereditario era pesante da sopportare: Leopoldo II non sopporta più Laeken e, per alleviare la sua tristezza, si dedica completamente alla politica. Quanto a Maria Enrichetta, nei mesi successivi alla morte del figlio, lascia spesso la capitale per recarsi a Spa, in Svizzera, a Chamonix e dal fratello Giuseppe in Ungheria. È attratta dai monasteri dei francescani e dei carmelitani, provando un'ammirazione per queste monache e il loro spirito di sacrificio e mortificazione spinto fino alle più dolorose austerità.

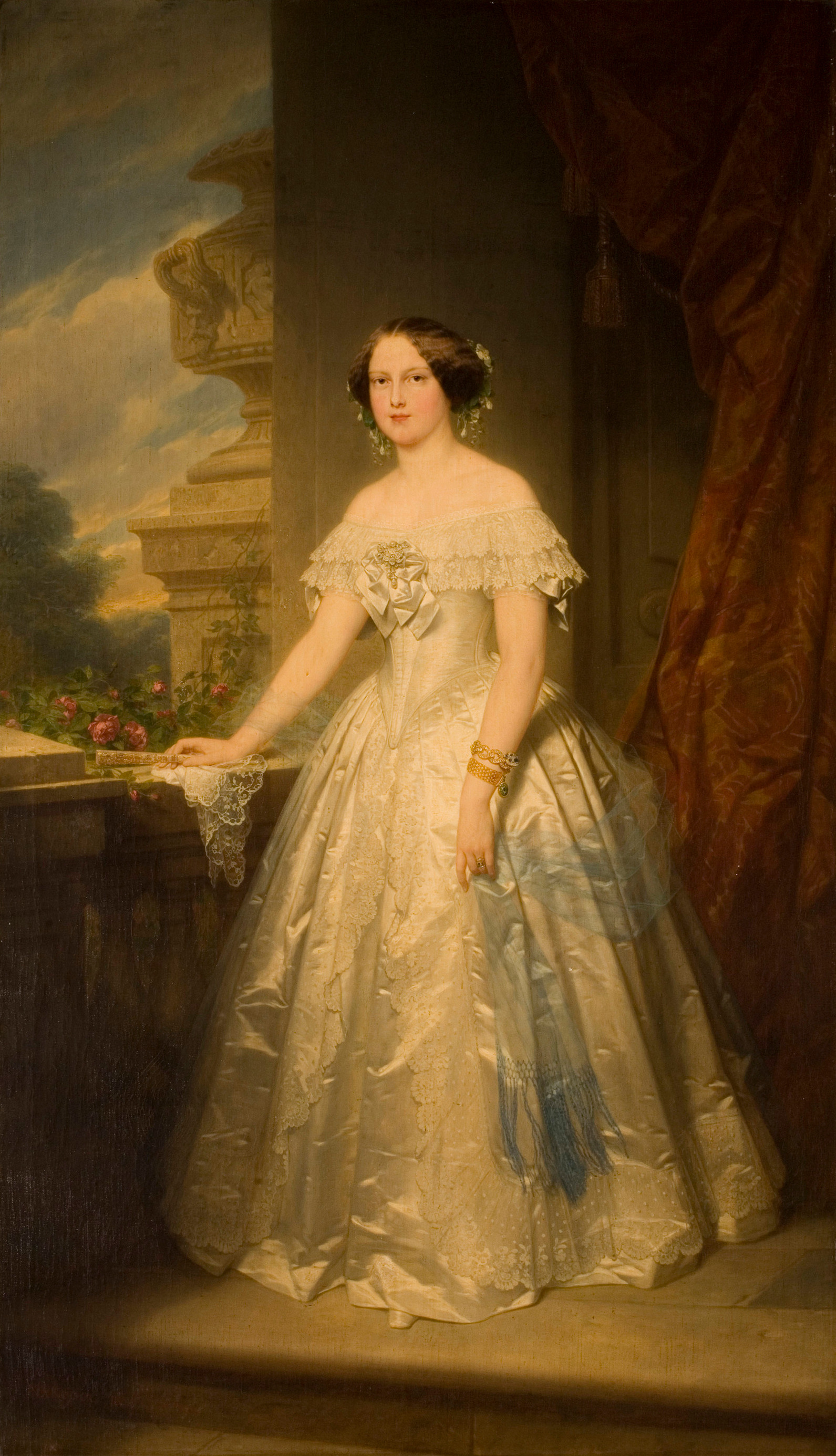
La regina Maria Enrichetta del Belgio ritratta da Nicaise de Keyser

Nel luglio 1870, scoppiò la guerra franco-prussiana; il sovrano belga riuscì a salvaguardare l'indipendenza del suo paese e il Belgio venne risparmiato, mentre la regina si dedicò concretamente alla cura dei feriti. Ottenne dal re il permesso di trasformare il dominio di Ciergnon e il palazzo reale di Bruxelles in ospedali per curare i soldati che varcavano i confini belgi dopo la sconfitta di Sedan. A volte rimane al capezzale delle vittime per aiutarli a vestirsi, a cambiare letto, confortandole, assistendo alle operazioni senza impallidire e preparando i moribondi alla loro ultima ora. La sua devozione è riconosciuta dagli stati dell'Impero tedesco, e in particolare dal re Giovanni I di Sassonia. Maria Enrichetta è sempre stata interessata all'esercito e partecipava alle manovre militari annuali che generalmente si svolgono nel campo di Beverloo, 70 km a sud-est di Anversa. Il più delle volte cavalcava un cavallo da sella ungherese che chiama "Beverloo".
Nel 1871 a Bruxelles infuriarono epidemie di tifo e vaiolo. La regina porta, senza preoccuparsi del potenziale contagio, sollievo alle famiglie colpite. Il 10 aprile, la principessa Stefania contrae il tifo con sgomento dei suoi genitori, che temevano di perdere un figlio. La piccola principessa fu salvata solo dalle cure di un medico delle Ardenne. Dopo che la loro figlia fu guarita, Leopoldo II e Maria Enrichetta portarono le figlie in convalescenza a Biarritz.
Dopo la morte del figlio, Maria Enrichetta divenne severa e spesso abbandonò le sue figlie alla supervisione di austere governanti e insegnanti abusando della loro autorità. Luisa e Stefania soffrono della mancanza d'affetto della madre che da lontano sovrintende all'applicazione dei severi precetti. Nelle sue memorie, Stefania ricorda: «La fiducia e la tenerezza, quei sentimenti che generalmente adornano la culla di un bambino e che formano il cuore della giovinezza, non ci sono mai stati dati. Nonostante la sua freddezza, la sua apparente indifferenza e una severità che rasentava la durezza, amavo affettuosamente mia madre […], ma lei mi ispirava timore.».
La regina sognava matrimoni brillanti per le sue figlie. Fu così che Luisa sposò suo cugino Filippo di Sassonia-Coburgo-Kohary, nel 1875. Già da due anni Filippo pensava di sposare la figlia del re e si era ostinato a ottenere il consenso di Leopoldo II. Quest'ultimo finì per accettare. Anche se all'inizio della loro unione la coppia visse il periodo di massimo splendore della corte di Vienna, il loro disaccordo coniugale divenne sempre più noto al pubblico e mise in ombra la famiglia imperiale. Infatti Filippo si rivelò tirannico e dissoluto. Luisa si vendica spendendo eccessivamente la fortuna del marito e tradendolo apertamente con Nicolas Dorÿ, aiutante di campo del marito, fino al 1890. Maria Enrichetta cercò invano di far ragionare la figlia.
Nell'agosto 1878, la coppia reale festeggiò il loro anniversario di nozze d'argento. Questo giubileo venne celebrato ufficialmente e diede luogo a molti festeggiamenti nel paese. A Bruxelles vengono eretti archi di trionfo, edifici decorati con bandiere e luci del Bengala illuminano gli edifici ufficiali. Un comitato organizzatore raccolse fondi (raccogliendo 112.000 franchi) per offrire una tiara contenente 2.000 pietre preziose e un imponente strascico di pizzo, doni esposti presso l'hotel city di Bruxelles prima di essere solennemente offerto alla regina che espresse la sua gratitudine in poche parole, dopo che il re aveva pronunciato il discorso ufficiale.
Tre anni dopo, Stefania rese orgogliosi i suoi genitori contraendo, nel 1881, l'unione più prestigiosa del suo tempo con Rodolfo d'Asburgo-Lorena, unico figlio dell'imperatore Francesco Giuseppe I e di Elisabetta di Wittelsbach. La regina non può che rallegrarsi che sua figlia sposi un membro della Casa d'Asburgo-Lorena. Dopo il suo primo e difficilissimo parto, il 2 settembre 1883, di una bambina, l'arciduchessa Elisabetta Maria d'Austria, Stefania rimase sterile perché Rodolfo gli trasmette la gonorrea. L'arciduca moltiplicò le sue infedeltà e si abbandonò alla dissolutezza, in particolare in compagnia del cognato Filippo, prima di morire tragicamente, in circostanze misteriose, a Mayerling in compagnia della sua amante Maria Vetsera. Maria Enrichetta e Leopoldo II, ignorando il divieto dell'imperatore, si recarono quindi a Vienna per assistere al funerale del loro genero.
Nei mesi successivi alla tragedia di Mayerling, Maria Enrichetta soffrì di problemi respiratori e beneficiò della sollecitudine del re. Per realizzare il suo progetto di impero coloniale, che occupava la maggior parte dei suoi pensieri, il re fece appello ai suoi parenti per finanziare i suoi progetti africani. Limitò lo stile di vita di palazzo, ha venduto piatti preziosi, ridusse il numero dei suoi cavalli e il salario del personale. Non trovò sostegno dalla regina, perseguitata dalla tragica fine dell'avventura messicana della cognata e che considerava le speranze del marito come vane e fiere chimere.
Nel gennaio 1891, nipote di Maria Enrichetta, il principe Baldovino, primogenito del conte di Fiandre, e secondo in linea di successione al trono dopo il padre, nel quale Leopoldo II e Maria Enrichetta videro per un certo periodo il futuro marito di Clementina, morì prematuramente a l'età di ventuno anni, provocando uno shock e un dolore all'interno della famiglia reale.

#### La "regina delle terme"

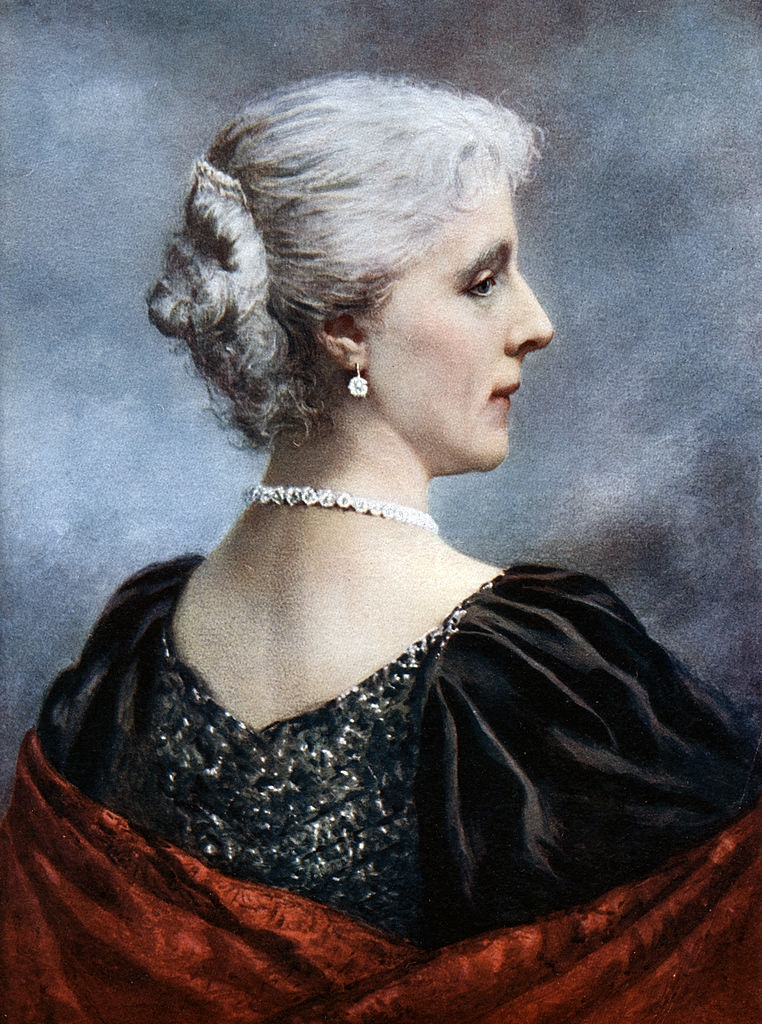
La Regina del Belgio in un dipinto di fine XIX secolo

Maria Enrichetta abbandonava regolarmente la corte di Bruxelles per andare a rilassarsi nella cittadina termale di Spa, lasciando il ruolo di first lady alla figlia minore, la principessa Clementina. Dal luglio 1895 si stabilì definitivamente nella Villa Reale, acquistata nel 1894, ed ebbe al suo servizio Auguste Goffinet. Spa divenne una residenza reale dove sostavano visitatori ufficiali e alcuni capi di stato. Maria Enrichetta amava le Ardenne che le ricordano la sua nativa Ungheria, dove faceva lunghe passeggiate e galoppava attraverso i campi. Con diciotto cavalli installati nella stalla attigua alla sua villa, va volentieri alle mostre equestri e partecipa alla sfilata dei fiori in agosto. La sua nuova casa è molto modesta rispetto alle sue residenze a Bruxelles e Laeken. Privilegiando gli incontri intimi, riceveva i notabili della regione, spesso accompagnati dalle loro mogli. Per sette anni è stata “la regina di Spa”.
Nel 1895 Luisa iniziò una relazione con un ufficiale croato, Géza Mattachich, provocando un clamoroso scandalo. Nel 1898, con l'approvazione dell'imperatore, il principe finì per far internare la moglie con il pretesto che si era rifugiata tra le braccia di un cavaliere servente. Luisa fuggì con il suo amante dopo quattro anni di detenzione. Quanto a Stefania, rimasta vedova all'età di ventiquattro anni, si ritirò in Ungheria e contrasse, nel 1900, un'unione morganatica con un nobile ungherese Elemér Lónyay, che la allontanò dalle famiglie imperiali d'Austria e dalle famiglie reali del Belgio. Da parte sua, Clementina trascorre poco tempo con sua madre, che se ne lamenta. Maria Enrichetta afferma che la figlia minore è di carattere sgradevole, mentre quest'ultima considera la regina "autoritaria, arrabbiata e ingiusta, spesso di cattivo umore e persino scontrosa".
A Spa, Maria Enrichetta si occupa di opere di beneficenza, visita le scuole durante la distribuzione dei premi, organizza nella sua residenza alcune feste per i bambini bisognosi. Ha preso parte alla vita culturale locale frequentando il Théâtre de la Redoute dove ha assistito a spettacoli dei drammaturghi francesi Adolphe d'Ennery, Paul Féval e Pierre Decourcelle e ha assistito anche a concerti vocali del soprano Dyna Beumer (di cui era la mecenate) o il baritono Jean Noté. Dipinse acquerelli che rappresentavano principalmente paesaggi e cani e visitò mostre dove acquistò diverse tele raffiguranti paesaggi delle Ardenne e sostenne artisti belgi come lo scultore Thomas Vinçotte o il pittore Joseph van Severdonck.

### Morte

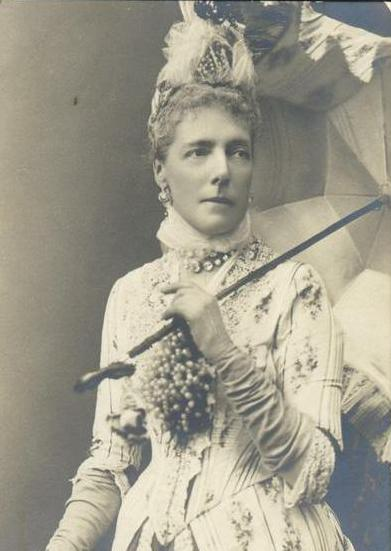
Maria Enrichetta in tarda età

La salute della regina peggiorò improvvisamente nel giugno 1902. Durante quel periodo, il re Leopoldo II era in Francia, mentre Clementina soggiornava al castello di Laeken. Maria Enrichetta poteva contare sulla devozione di Auguste Goffinet e di sua sorella, la baronessa Louise de Fierlant Dormer. Una suora si prende cura della sovrana che si affezionò a questa persona timida e le chiese di non lasciarla. La regina espresse anche il desiderio di avere sempre vicino a sé le Suore Figlie della Croce fino al suo ultimo respiro. Soggetta ad attacchi d'asma e idropisia, doveva stare seduta giorno e notte e si alzava con difficoltà dalla sedia. Giocava a scacchi e le piaceva ancora dipingere, anche se trovava difficile dedicarsi a quest'arte. Spesso chiedeva alla sua dama di compagnia, la contessa d'Oultremont, di cantare per distrarla. La sua fede rimase intatta: andava a messa tutte le mattine all'ospizio Saint-Charles. Dal mese d'agosto, si muoveva solo su una sedia a rotelle a causa del dolore e delle sue condizioni cardiache. Ricevette altre visite: il barone e la baronessa d'Anethan, poi il futuro primo ministro Henry Carton de Wiart. Poche settimane dopo, si ammalò e si riprese lentamente prima di morire per insufficienza mitralica a Spa il 19 settembre 1902, all'età di sessantasei anni.
Il giorno dopo la sua morte, Leopoldo II tornò da Bagnères-de-Luchon dove era in vacanza in compagnia della sua ultima amante, Caroline Delacroix, la "baronessa di Vaughan". Arrivò a Spa, vi trovò sua figlia Clementina; ma apprendendo che anche Stefania era presente e pregava davanti ai resti di sua madre, si rifiutò di incontrarla. Stefania fu costretta a lasciare Spa e si recò a Bruxelles dove fu acclamata dalla popolazione che la sostenne. Quanto a Luisa, non andò in Belgio. La messa funebre viene celebrata nella chiesa decanale di Notre-Dame di Spa. Il suo corpo, riportato in treno da Spa direttamente a Laeken, senza fermarsi a Bruxelles, è sepolto nella cripta reale della chiesa di Nostra Signora di Laeken il 22 settembre durante una cerimonia strettamente privata e in assenza di una delegazione straniera. Nessun membro della sua famiglia ungherese si è trasferito in Belgio. Il giorno successivo, a Laeken, è stato celebrato un funerale alla presenza di una piccola folla.
Suo marito, in seguito, sposò la propria amante Caroline Delacroix.
In occasione della commemorazione del centenario della sua morte, il Museo della città termale di Spa ha organizzato, nel 2002, una mostra dedicata alla seconda regina dei belgi.
La Maison d'Enfants Reine Marie-Henriette ASBL è stata fondata nel 1863. Si trova in rue de la Flèche, 14 a Bruxelles. Nel 2020 ha aiuta i minori di 14 anni provenienti da famiglie con ogni tipo di difficoltà. È anche conosciuto come “La Flèche”.
Una rosa rossa di una cultivar di rosa tea ottenuta nel 1875 dal coltivatore di rose di Lione, Antoine Levet, le fu dedicata nel 1878, con il nome di Reine Marie-Henriette.

## Discendenza

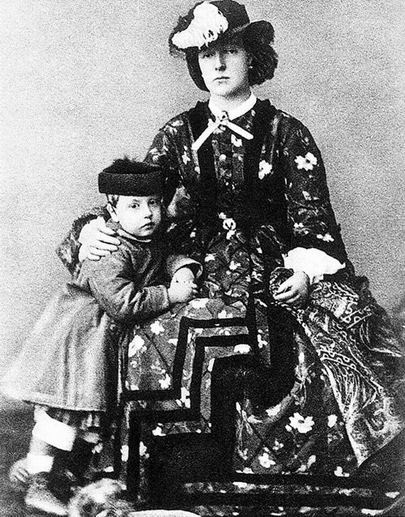
La regina col figlio Leopoldo

Dal matrimonio tra Maria-Enrichetta e Leopoldo II del Belgio nacquero quattro figli:
- Luisa Maria (18 febbraio 1858-1 marzo 1924), sposò il principe Filippo di Sassonia-Coburgo-Kohary, divorziarono nel 1906;
- Leopoldo (12 giugno 1859-22 gennaio 1869);
- Stefania (21 maggio 1864-23 agosto 1945), sposò in prime nozze Rodolfo d'Asburgo-Lorena, arciduca ereditario d'Austria, e in seconde nozze Elmer de Lonyay;
- Clementina (30 luglio 1872-8 marzo 1955), sposò Napoleone Vittorio Bonaparte.

## Titoli e trattamento
- 23 agosto 1836 – 22 agosto 1853: Sua altezza reale e imperiale, l'arciduchessa Maria-Enrichetta d'Austria
- 22 agosto 1853 – 17 dicembre 1865: Sua altezza reale e imperiale, la Duchessa di Brabante
- 17 dicembre 1865 – 19 settembre 1902: Sua maestà, la Regina dei Belgi

## Ascendenza
|                                         |                                    |                                         | Genitori                                       |  |  | Nonni |  |  | Bisnonni              |  |  | Trisnonni          |  |
|                                         |                                    |                                         |                                                |  |  |       |  |  | Francesco I di Lorena |  |  | Leopoldo di Lorena |  |
|                                         |                                    |                                         |                                                |  |  |       |  |  | Francesco I di Lorena |  |  | Leopoldo di Lorena |  |
|                                         |                                    | Elisabetta Carlotta di Borbone-Orléans  |                                                |  |  |       |  |  | Francesco I di Lorena |  |  |                    |  |
| Leopoldo II d'Asburgo-Lorena            |                                    |                                         |                                                |  |  |       |  |  | Francesco I di Lorena |  |  |                    |  |
|                                         |                                    | Maria Teresa d'Austria                  | Carlo VI d'Asburgo                             |  |  |       |  |  |                       |  |  |                    |  |
|                                         |                                    | Maria Teresa d'Austria                  | Carlo VI d'Asburgo                             |  |  |       |  |  |                       |  |  |                    |  |
|                                         |                                    | Maria Teresa d'Austria                  | Elisabetta Cristina di Brunswick-Wolfenbüttel  |  |  |       |  |  |                       |  |  |                    |  |
| Giuseppe d'Austria, palatino d'Ungheria |                                    | Maria Teresa d'Austria                  |                                                |  |  |       |  |  |                       |  |  |                    |  |
|                                         |                                    | Carlo III di Spagna                     | Filippo V di Spagna                            |  |  |       |  |  |                       |  |  |                    |  |
|                                         |                                    | Carlo III di Spagna                     | Filippo V di Spagna                            |  |  |       |  |  |                       |  |  |                    |  |
|                                         |                                    | Carlo III di Spagna                     | Elisabetta Farnese                             |  |  |       |  |  |                       |  |  |                    |  |
| Maria Luisa di Borbone-Spagna           |                                    | Carlo III di Spagna                     |                                                |  |  |       |  |  |                       |  |  |                    |  |
|                                         |                                    | Maria Amalia di Sassonia                | Augusto III di Polonia                         |  |  |       |  |  |                       |  |  |                    |  |
|                                         |                                    | Maria Amalia di Sassonia                | Augusto III di Polonia                         |  |  |       |  |  |                       |  |  |                    |  |
|                                         |                                    | Maria Amalia di Sassonia                | Maria Giuseppa d'Austria                       |  |  |       |  |  |                       |  |  |                    |  |
| Maria Enrichetta d'Austria              |                                    | Maria Amalia di Sassonia                |                                                |  |  |       |  |  |                       |  |  |                    |  |
|                                         | Federico II Eugenio di Württemberg | Carlo I Alessandro di Württemberg       |                                                |  |  |       |  |  |                       |  |  |                    |  |
|                                         | Federico II Eugenio di Württemberg | Carlo I Alessandro di Württemberg       |                                                |  |  |       |  |  |                       |  |  |                    |  |
|                                         | Federico II Eugenio di Württemberg | Maria Augusta di Thurn und Taxis        |                                                |  |  |       |  |  |                       |  |  |                    |  |
| Ludovico di Württemberg                 | Federico II Eugenio di Württemberg |                                         |                                                |  |  |       |  |  |                       |  |  |                    |  |
|                                         |                                    | Federica Dorotea di Brandeburgo-Schwedt | Federico Guglielmo di Brandeburgo-Schwedt      |  |  |       |  |  |                       |  |  |                    |  |
|                                         |                                    | Federica Dorotea di Brandeburgo-Schwedt | Federico Guglielmo di Brandeburgo-Schwedt      |  |  |       |  |  |                       |  |  |                    |  |
|                                         |                                    | Federica Dorotea di Brandeburgo-Schwedt | Sofia Dorotea di Prussia                       |  |  |       |  |  |                       |  |  |                    |  |
| Maria Dorotea di Württemberg            |                                    | Federica Dorotea di Brandeburgo-Schwedt |                                                |  |  |       |  |  |                       |  |  |                    |  |
|                                         |                                    | Carlo Cristiano di Nassau-Weilburg      | Carlo Augusto di Nassau-Weilburg               |  |  |       |  |  |                       |  |  |                    |  |
|                                         |                                    | Carlo Cristiano di Nassau-Weilburg      | Carlo Augusto di Nassau-Weilburg               |  |  |       |  |  |                       |  |  |                    |  |
|                                         |                                    | Carlo Cristiano di Nassau-Weilburg      | Augusta Federica Guglielmina di Nassau-Idstein |  |  |       |  |  |                       |  |  |                    |  |
| Enrichetta di Nassau-Weilburg           |                                    | Carlo Cristiano di Nassau-Weilburg      |                                                |  |  |       |  |  |                       |  |  |                    |  |
|                                         |                                    | Carolina d'Orange-Nassau                | Guglielmo IV di Orange-Nassau                  |  |  |       |  |  |                       |  |  |                    |  |
|                                         |                                    | Carolina d'Orange-Nassau                | Guglielmo IV di Orange-Nassau                  |  |  |       |  |  |                       |  |  |                    |  |
|                                         |                                    | Carolina d'Orange-Nassau                | Anna di Hannover                               |  |  |       |  |  |                       |  |  |                    |  |
|                                         |                                    | Carolina d'Orange-Nassau                |                                                |  |  |       |  |  |                       |  |  |                    |  |